# لودانی‌هالاسی
لودانی‌هالاسی (به مجاری:  Ludányhalászi) یک منطقهٔ مسکونی در مجارستان است که در نوگراد واقع شده‌است. لودانی‌هالاسی ۲۱٫۲۰ کیلومتر مربع مساحت و ۱٬۶۳۵ نفر جمعیت دارد.